# Thomas Kwaku Mensah
Thomas Kwaku Mensah (* 2. Februar 1935 in Assamang; † 10. April 2016 in Kumasi) war ein ghanaischer Geistlicher und römisch-katholischer Erzbischof von Kumasi.

## Leben
Thomas Kwaku Mensah empfing am 3. Juni 1973 die Priesterweihe für das Erzbistum Kumasi.
Papst Johannes Paul II. ernannte ihn am 3. März 1995 zum Bischof von Obuasi. Die Bischofsweihe spendete ihm der Kardinalpräfekt der Kongregation für die Evangelisierung der Völker, Jozef Tomko, am 28. Mai desselben Jahres; Mitkonsekratoren waren Francis Anani Kofi Lodonu, Bischof von Ho, und Gregory E. Kpiebaya, Erzbischof von Tamale.
Papst Benedikt XVI. ernannte ihn am 26. März 2008 zum Erzbischof von Kumasi. Am 15. Mai 2012 nahm Benedikt XVI. das von Thomas Kwaku Mensah aus Altersgründen vorgebrachte Rücktrittsgesuch an.